# Sexy cool
Sexy cool prvi je maksi singl hrvatske ženske pop grupe Divas, objavljen 1995. godine u izdanju diskografske kuće Croatia Records. Na maksi singlu se nalaze dvije pjesme "Sexy cool" i "Pet", te tri remixa pjesme "Sexy cool". Autori pjesama su članice grupe, Faruk Buljubašić Fayo, Miroslav Buljan i Ilan Kabiljo.

## Popis pjesama
| Br. | Skladba                                | Trajanje |
| --- | -------------------------------------- | -------- |
| 1.  | »Sexy cool«                            | 02:51    |
| 2.  | »Sexy cool - Divine accapela mix«      | 03:31    |
| 3.  | »Sexy cool - Divine beat accapela mix« | 03:31    |
| 4.  | »Pet«                                  | 03:32    |
| 5.  | »Sexy cool - House garage remix«       | 04:54    |